# Sierra McCormick
Sierra McCormick, född 28 oktober 1997 i Asheville i North Carolina i USA, är en amerikansk skådespelerska. Hon är mest känd för sin roll i A.N.T. Farm där hon spelar Olive Doyle. Hon har också varit med i Jessie som Connie.

## Filmografi

### Film
- Land of the Lost
- Ramona and Beezus
- A Nanny for Christmas
- Spooky Buddies
- Some Kind of Hate
- The Honor List
- The Neighborhood Watch
- Pretty Little Stalker
- The Vast of Night
- VFW
- We Need to Do Something

### TV-serier
- 'Til Death
- Are You Smarter Than a 5th Grader?
- Curb Your Enthusiasm
- Boston Legal
- Supernatural
- Jack and Janet Save the Planet
- Criminal Minds
- Hannah Montana
- Monk
- The Dog Who Saved Christmas
- Medium
- CSI: Crime Scene Investigation
- Romantically Challenged
- A.N.T. Farm
- Jessie
- The Breakdown
- Sorority Nightmare
- Christmas in the Heartland
- Who Stole My Daughter?

### Musikvideor
- Dynamite (2011), av Kina Anne McClain